# Rósa Dénes
Rósa Dénes (Budapest, 1977. április 7. –) tízszeres magyar válogatott labdarúgó, 2016-tól a Spíler TV szakkommentátora.

## Pályafutása

### Klubcsapatokban
1996. november 13-án mutatkozott be az NB1-ben a BVSC játékosaként, egészen 1998-ig játszott a fővárosban, amikor is a Győri ETO-hoz igazolt, de még abban az évben kölcsönadták a Soproni VSE csapatának, majd 1999-ben a BVSC-hez tért vissza, ugyancsak kölcsönbe. Az ETO-nál 52 alkalommal lépett pályára 3 gólt szerzett, majd 2002-ben a Dunaferr igazolta le, a szezon végén a Fejér megyei klub kiesett az élvonalból, így Rósa 2003 nyarán az Újpest FC-hez igazolt, ahol 9 meccsen lépett pályára, mielőtt télen eladták volna az ősi rivális Ferencvárosnak, ott a szezon végén megnyerte a zöld-fehérekkel a bajnokságot és a kupát is, majd a következő szezonban a második helyen végeztek. Meghatározó játékosnak számított a Ferencvárosban, azonban a 2005-06-os szezont nem játszotta végig, mert 2005 decemberében Angliába szerződött.
Rósa Dénes 2005 végén az angol másodosztályú Wolverhampton csapatához igazolt, ahol meglehetősen kevés alkalommal jutott szerephez. főleg azért, mert sokat volt sérült, ezért is mindössze 9 alkalommal lépett pályára a "Farkasoknál". 2007-ben kölcsönadták a harmadik ligás Cheltenham Town csapatának, de ott is csak 4-szer jutott játéklehetőséghez, majd mikor visszatért a Wolveshoz az akkori edző, Mick McCarthy szabadlistára tette Rósát.
2009 nyarán le is igazolta a magyar középpályást a skót élvonalbeli Hibernian csapata, ott ugyan 12-szer lépett pályára, de még ebben az évben távozott a csapattól és hazaigazolt Magyarországra.
Három év idegenlégióskodás után 2009 nyarán visszatért a 2006-os kizárás után az élvonalba feljutó Ferencvároshoz, ahol ugyanúgy meghatározó játékosnak számított, mint az első Fradi-korszakában, bár nem tudott a csapattal jelentős eredményt elérni. 2012 nyarán jelentette be, hogy befejezi aktív pályafutását, azonban 2013-ban egy ausztriai teremtorna erejéig a kaposvári ASR csapatánál játszott, a torna után végleg visszavonult.

### Nemzetközi szereplés
A bajnoki elsőségnek köszönhetően a Fradival kijutott a Bajnokok Ligájába, ahol a 2. selejtezőkörben idegenben lőtt góllal verték az albán KF Tiranát, majd a 3. selejtezőkörben hosszabbítás után 2-0-ra kikaptak a cseh Sparta Prahatól, így az UEFA-kupában folytatták a nemzetközi kalandot. Ott a Millwall elleni összesített 4-2-es győzelemnek köszönhetően bejutottak a csoportkörbe, ahol egy csoportba kerültek a Feyenoordal, a Schalke 04-gyel, a Heartsal és az FC Basellel, végül csak a skót Hearts ellen tudtak nyerni, igaz pont Rósa góljával, e mellett döntetlent játszottak a Feyenoordal, és a Schalkétól viszont kikaptak idegenben, a Basel ellen döntetlent értek el, így kiestek a csoportkör küzdelmei után.

### A válogatottban
A magyar labdarúgó-válogatottban 2004-ben debütált egy Kína elleni 2–1-es vereség alkalmával, játszott azon a mérkőzésen is, amikor a magyarok 2–0-ra legyőzték a 2004-es Eb-re készülő Németországot. Összesen 10-szer lépett pályára a címeres mezben, utoljára Lothar Matthaus, akkori szövetségi kapitány adott neki lehetőséget Mexikó ellen, ahol 2–0-ra kaptak ki, ráadásul Rósa a 10. percben kiállíttatta magát.

## Sikerei, díjai
Magyar labdarúgó-bajnokság:
- Győztes (1): 2003–04
- Ezüstérmes (2) 1995-96, 2004–05

Magyar Kupa:
- Győztes (1): 2003–04
- Ezüstérmes (2): 1996-97, 2004–05

## Statisztika

### Mérkőzései a válogatottban
| Magyarország | Magyarország        | Magyarország                         | Magyarország | Magyarország | Magyarország | Magyarország | Magyarország | Magyarország |
| #            | Dátum               | Helyszín                             | Hazai        | Eredmény     | Vendég       | Kiírás       | Gólok        | Esemény      |
| ------------ | ------------------- | ------------------------------------ | ------------ | ------------ | ------------ | ------------ | ------------ | ------------ |
| 1.           | 2004. június 2.     | Tiencsin, Teda Football Stadium      | Kína         | 2 – 1        | Magyarország | barátságos   | -            | 12'          |
| 2.           | 2004. június 6.     | Kaiserslautern, Fritz Walter Stadion | Németország  | 0 – 2        | Magyarország | barátságos   | -            |              |
| 3.           | 2004. augusztus 18. | Glasgow, Hampden Park                | Skócia       | 0 – 3        | Magyarország | barátságos   | -            | 67'          |
| 4.           | 2004. szeptember 4. | Zágráb, Maksimir Stadion             | Horvátország | 3 – 0        | Magyarország | barátságos   | -            | 51'          |
| 5.           | 2004. szeptember 8. | Budapest, Szusza Ferenc Stadion      | Magyarország | 3 – 2        | Izland       | vb-selejtező | -            | 26'          |
| 6.           | 2004. november 17.  | Ta’ Qali, Nemzeti Stadion            | Málta        | 0 – 2        | Magyarország | vb-selejtező | -            | 92'          |
| 7.           | 2005. február 2.    | Isztambul (TUR)                      | Magyarország | 0 – 0        | Szaúd-Arábia | barátságos   | -            |              |
| 8.           | 2005. február 9.    | Cardiff, Millenium-stadion           | Wales        | 2 – 0        | Magyarország | barátságos   | -            | 65'          |
| 9.           | 2005. november 16.  | Athén, Karaiszkákisz Stadion         | Görögország  | 2 – 1        | Magyarország | barátságos   | -            |              |
| 10.          | 2005. december 15.  | Phoenix, Chase Field Stadium (USA)   | Magyarország | 0 – 2        | Mexikó       | barátságos   | -            | 10′          |
|              | Összesen            |                                      |              | 10           | mérkőzés     |              | 0            | gól          |

## Külső hivatkozások
- Hivatalos honlap (magyarul)
- Rósa Dénes adatlapja a magyarfutbal.hu-n (magyarul)
- Profil a Wolverhampton hivatalos honlapján (angolul)
- Rósa Dénes adatlapja a HLSZ.hu-n (magyarul)
- Profil a footballdatabase.eu-n (angolul)
- Rósa Dénes pályafutásának statisztikái a Soccerbase oldalon (angolul)

```
(angolul)
```

- Rósa Dénes adatlapja a national-football-teams.com-on (angolul)
- Pályafutása statisztikái a fussballdaten.de-n (németül)
- Profil a soccernet.espn-en (angolul)